# Anton Bavec
Anton Bavec, slovenski častnik, * 27. september 1912, † 2001.

## Življenjepis
Leta 1941 se je pridružil NOVJ. Med vojno je bil poveljnik Severnoprimorskega odreda, politični komisar Gradnikove brigade, poveljnik 18. in 19. brigade ter 30. divizije.
Po vojni je končal šolanje na Višji vojaški akademiji JLA in bil leta 1955 upokojen.

## Odlikovanja
- Red bratstva in enotnosti
- Red partizanske zvezde